# Assedio di Odawara (1561)
L'assedio di Odawara del 1561, una delle battaglie del periodo Sengoku, fu il primo di diversi tentativi mirati a conquistare la roccaforte del clan Hōjō.
Uesugi Kenshin era nel pieno della sua campagna contro il clan Hōjō dopo aver catturato diversi suoi castelli. Nel 1561 assediò il castello di Odawara. Gli Uesugi, assieme ad altri alleati, penetrarono le difese e bruciarono la città del castello. Il castello stesso comunque non cadde; Kenshin si ritirò dopo due mesi. Questo perché scarseggiava di adeguati rifornimenti ed anche perché Takeda Shingen, leggendario rivale di Kenshin, stava minacciando i territori Uesugi.
Questo segnò la fine del primo dei tre assedi del castello di Odawara.